# Prašivá (sedlo)
Prašivá (968 m n. m.) je horské sedlo ve Veporských vrších, v podcelku Sihlianská planina.
Sedlo je pramennou oblastí Ipľa a nachází se v kopaničářské oblasti na katastrálním území obce Látky. Vede jím silnice II / 526 z Hriňové do Kokavy nad Rimavicou. Pod sedlem se nachází rekreační středisko Látky-Prašivá.

## Přístup
- po  značce z Čierťaže (1102,1 m n. m.) alebo Bykova ((1110,4 m n. m.)
- po silnici II/526